# Myggenäs
Myggenäs is een plaats in de gemeente Tjörn in het landschap Bohuslän en de provincie Västra Götalands län in Zweden. De plaats heeft 1270 inwoners (2005) en een oppervlakte van 121 hectare.

## Verkeer en vervoer
Bij de plaats lopen de Länsväg 160 en Länsväg 169.